# Shijan
Shijan – wieś położona w południowo-wschodniej części Albanii w gminie Novoselë. Wieś znajduje się 124 kilometrów od stolicy państwa, Tirany.

## Historia
We wsi Shijan stał kościół noszący nazwę Shën Jan. Kościół ten został wybudowany w X wieku. W XIII wieku dobudowano narteks, prawdopodobnie aby budowla była bardziej stabilna. W 1343 roku doszło do pożaru, który uszkodził kościół. Pożar ten nawiązuje się do najazdu serbskiego króla Stefana Urosza IV Duszana. Wewnątrz znajdowały się bardziej wartościowe sarkofagi i nagrobki, niż te, które były naokoło kościoła. Groby poza budynkiem przypisuje się do osób zmarłych w trakcie wojen, które trwały w tamtych czasach. Przy grobach można było znaleźć monety z wizerunkiem doży Wenecji Bartolomeo Gradenigo. W XIV wieku dobudowano w północnej części narteksu małą kaplicę, która po krótkim czasie została zburzona.